# Калінін Михайло Іванович

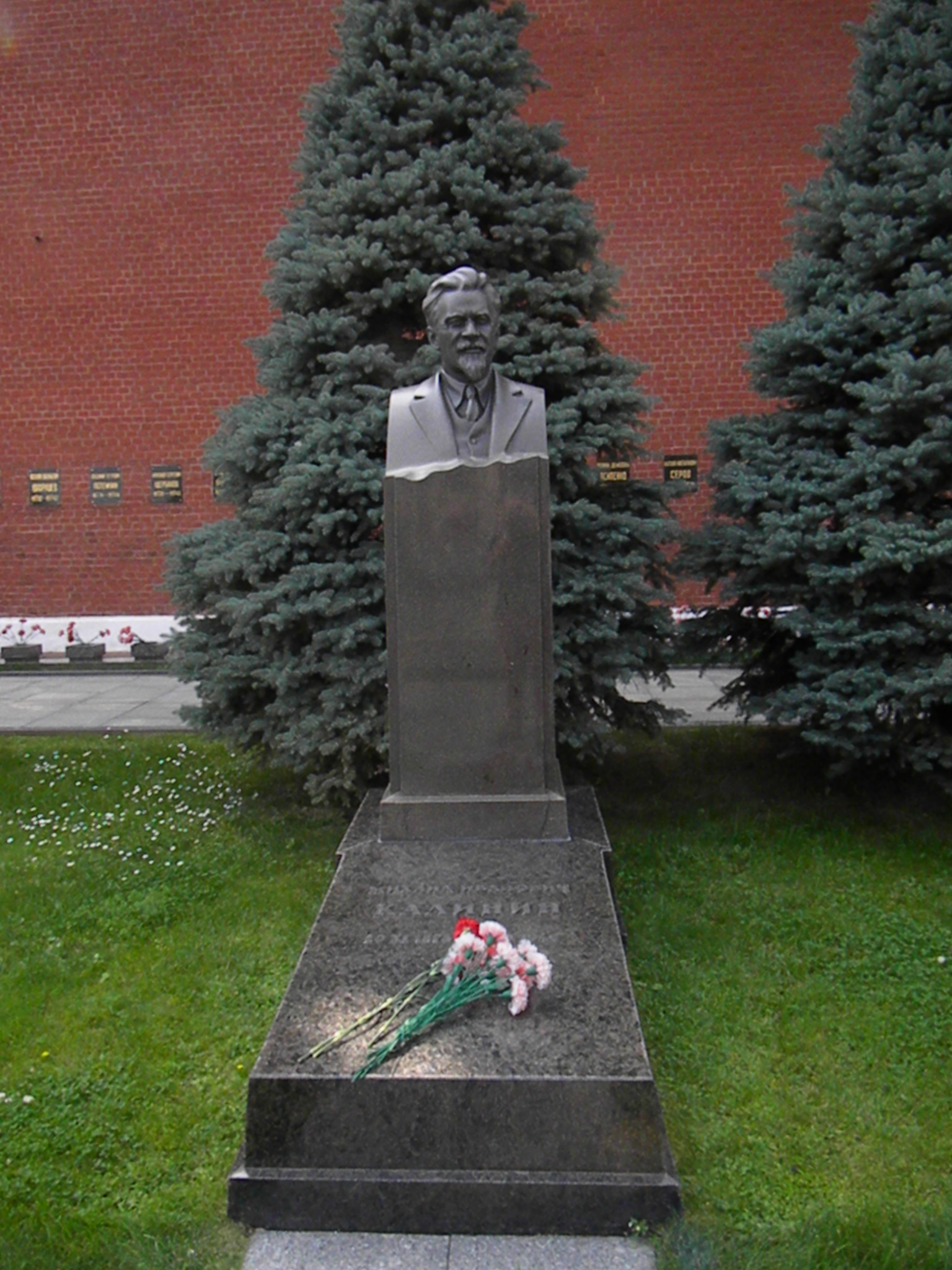
Могила Калініна біля Кремлівської стіни

Калі́нін Миха́йло Іва́нович (нар. 7 (19) листопада 1875, с. Верхня Трійця, Корчевский повіт, Тверська губерния, Російська імперія — 3 червня 1946, Москва, РРФСР, СРСР) — російський революціонер, радянський державний і партійний діяч. З 1919 року і до своєї смерті Калінін займав найвищу посаду (в різні роки іменувалася по-різному) в органах державної влади РРФСР, а потім і в СРСР. У 1919 році Лев Троцький назвав його «всеросійським старостою», після 1935 року його стали називати «всесоюзним старостою» та «дядько Калінін».Член ЦК ВКП(б) (1919—1946). Кандидат в члени Політбюро ЦК ВКП(б) (1919—1926), член Політбюро ЦК ВКП(б) (1926—1946). Член Оргбюро ЦК ВКП(б) (1919—1920, 1924—1925), кандидат в члени Оргбюро ЦК РКП(б) (1921—1924). Делегат IV, VIII—XVIII з'їздів партії. Герой Соціалістичної Праці (1944).

## Біографія
Народився в селі Верхня Трійця Тверської губернії в селянській родині Івана Калиновича Калініна (1855—1907). Закінчив початкове земське училище, після чого вступив на службу лакеєм до сусіда-поміщика Дмитра Мордухай-Болтовського. У 1889 році разом з господарем переїхав у Санкт-Петербург. У 1893 році вступив учнем на Санкт-Петербурзький патронний завод, в 1895 році перейшов токарем на Путиловський завод, де брав участь в нелегальному гуртку, який увійшов у ленінський Петербурзький «Союз боротьби за визволення робітничого класу».
У липні 1899 року разом з іншими членами марксистського гуртка був заарештований і після 10-місячного  ув'язнення висланий в Тифліс. Там він продовжував революційну діяльність у складі центральної групи тифлиської соціал-демократичної організації, за що був знову заарештований і в березні 1901 року висланий у Ревель. Там він працював слюсарем на заводі «Вольта» і організував підпільну друкарню.
У січні 1903 року Михайла Калініна знову заарештували і відправили в петербурзьку в'язницю «Хрести». У липні 1903 роки знову висланий у Ревель.
З 1904 по 1905 рік відбував заслання в Олонецькій губернії.
У 1906 році одружився з Катериною Іванівною (Іоганівною) Лорберг (1882—1960), ткалею з Ревеля, жидівкою за національністю. Це був насамперед «партійний» шлюб, завдяки одруженню Калінін зміг отримувати у в'язниці партійну пресу.
Брав участь у першій російській революції 1905—1907 років. На 6-й конференції РСДРП, що відбулася 1912 року в Празі був висунутий кандидатом для кооптації в ЦК РСДРП і введений до складу Російське бюро ЦК РСДРП.
У 1916 році заарештований і засуджений до заслання до Східного Сибіру, але втік із-під арешту й, перейшовши на нелегальне становище, продовжував партійну роботу в Петрограді.
Під час Лютневої революції був одним із керівників роззброєння охорони і захоплення Фінляндського вокзалу в Петрограді.
У серпні 1917 року був обраний гласним Санкт-Петербурзька міська дума. Калінін брав активну участь у підготовці й проведенні Жовтневої революції. У жовтні 1917 року кілька нарад із підготовки збройного повстання Ленін провів у квартирі Калініна на Виборзькій стороні. Після перемоги повстання, у листопаді 1917 року знову був обраний гласним Петроградської міської думи і за рішенням думи став міським головою (обіймав цю посаду до розпуску думи в серпні 1918 року. У квітні 1918 року міська управа ухвалила рішення про розпуск Петроградської міської думи. У вересні 1918 року міську думу скасовано, місцеве самоврядування перейшло у відання Рад робітничих і солдатських депутатів). З березня 1918 року, залишаючись міським головою, очолив колегію міських господарств Союзу комун Північної області і Петроградської трудової комуни.
Після смерті Якова Свердлова в березні 1919 року був обраний головою Всеросійського центрального виконавчого комітету (ВЦВК). Володимир Ленін, рекомендуючи Калініна на цю посаду, говорив:
|  | Це товариш, за яким близько двадцяти років партійної роботи; сам він — селянин Тверської губернії, що має тісний зв'язок з селянським господарством… Робітники Петрограду зуміли переконатися, що він володіє умінням підходити до широких верств трудящих мас… Оригінальний текст (рос.) Это товарищ, за которым около двадцати лет партийной работы; сам он — крестьянин Тверской губернии, имеющий тесную связь с крестьянским хозяйством… Петроградские рабочие сумели убедиться, что он обладает умением подходить к широким слоям трудящихся масс… |

Лев Троцький у книзі «Портрети революціонерів» приписував собі ініціативу обрання Калініна головою ВЦВК:
|  | Після смерті Свердлова Володимир Ілліч намічав спершу кандидатуру Каменєва на голову ВЦВК. Ідея «робітничо-селянського» голови була висунута мною і Володимиром Іллічем схвалена. А від мене була висунута кандидатура Калініна. Рекомендуючи ВЦИКу цю кандидатуру, я назвав майбутнього голову всеросійським старостою. Оригінальний текст (рос.) После смерти Свердлова Владимир Ильич намечал сперва кандидатуру Каменева в председатели ВЦИКа. Идея «рабоче-крестьянского» председателя была выдвинута мною и Владимиром Ильичем одобрена. Мною же была выдвинута кандидатура Калинина. Рекомендуя ВЦИКу эту кандидатуру, я назвал будущего председателя всероссийским старостой. |

Рішення про його обрання прийняв пленум ЦК РКП(б) 25 березня 1919 року («за» проголосували 7, проти 4, утрималися 2), на цю посаду пленум обговорював кандидатури Фелікса Дзержинського, Олександра Бєлобородова, Миколи Крестинского та інших. За дорученням ЦК Лев Каменєв, призначений головою фракції, провів Калініна спочатку до складу ЦВК, а потім і на Голову.
Під час Громадянської війни вів пропагандистську роботу, виїжджаючи в райони бойових дій, де виступав як оратор-пропагандист у частинах Червоної армії і перед місцевим населенням. У 1919 році, після розгрому армії Миколи Юденича, виступав у революційному Кронштадті з привітаннями і вдячністю морякам і гарнізону.
1 березня 1921 року, безпосередньо напередодні Кронштадтського повстання, без охорони, в супроводі дружини, прибув до фортеці з метою схилення до припинення заворушень. На багатолюдному мітингу на Якірній площі був зустрінутий оплесками. Однак, коли Калінін спробував агітувати, матроси зірвали його виступ, після чого він безперешкодно покинув Кронштадт.
Калінін взяв участь у подоланні наслідків голоду на Поволжі в 1921—1922 роках. Він особисто відвідував потерпілі регіони.
30 грудня 1922 року на I з'їзді Рад СРСР Калінін був обраний одним з голів ЦВК СРСР. На цій посаді він залишався до січня 1938 року.
У травні 1923 року разом із Климентом Ворошиловим відвідав Північний Кавказ, роз'яснюючи політику радянської влади місцевому населенню. Виступав на мітингах у Чечні й на землях Терського козацтва.
17 січня 1938 року на I сесії Верховної Ради СРСР 1-го скликання Михайло Калінін був обраний Головою Президії Верховної Ради СРСР.
19 березня 1946 року на I сесії Верховної Ради СРСР 2-го скликання був звільнений за станом здоров'я від обов'язків Голови Президії Верховної Ради СРСР і обрано членом Президії Верховної Ради СРСР.
Помер 3 червня 1946 року від раку кишечника. 
Похований на Червоній площі в Москві біля Кремлівської стіни.

## Калінін і Україна
Неодноразово відвідував Україну: у червні 1919, березні, травні-червні, серпні-жовтні 1920 року — з агітаційною метою на чолі агітпоїзду «Жовтнева революція», зокрема побував у Кременчуці та Умані. У лютому 1922 року разом з головою Всеукраїнського ЦВК Григорієм Петровським був у Полтавській, Київській, Харківській, Волинській, Одеській та Миколаївській губерніях, де налагоджував збирання коштів і продовольства для голодуючого населення неврожайних регіонів РСФРР, хоча мешканці південних українських губерній теж сильно потерпали від нестачі харчів.
На честь Михайла Калініна названі вулиці і населені пункти в багатьох країнах пострадянського простору.

## Галерея

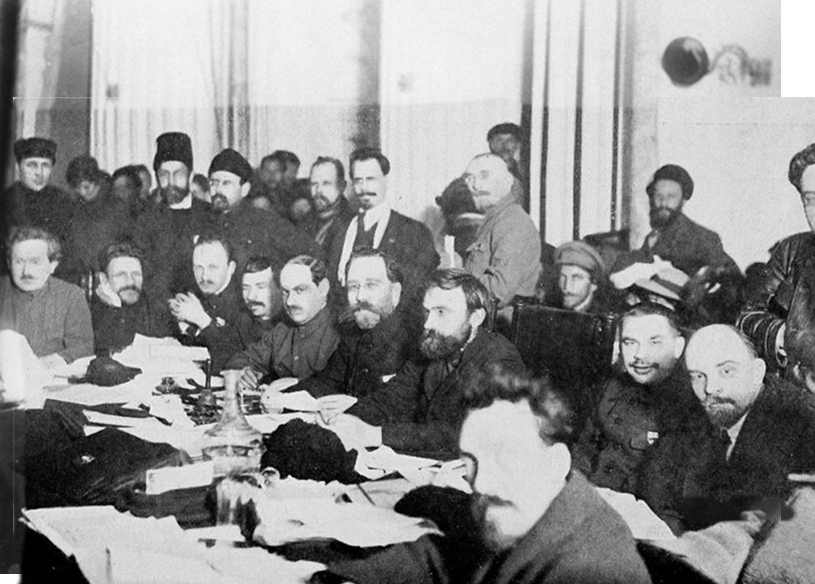
Михайло Калінін у Президії XIX з'їзду РКП(б), 29 березня 1920 року
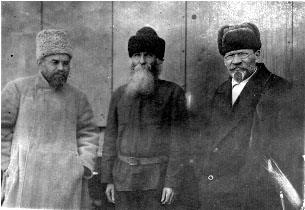
Михайло Каліні і Григорий Петровський, 1920 рік
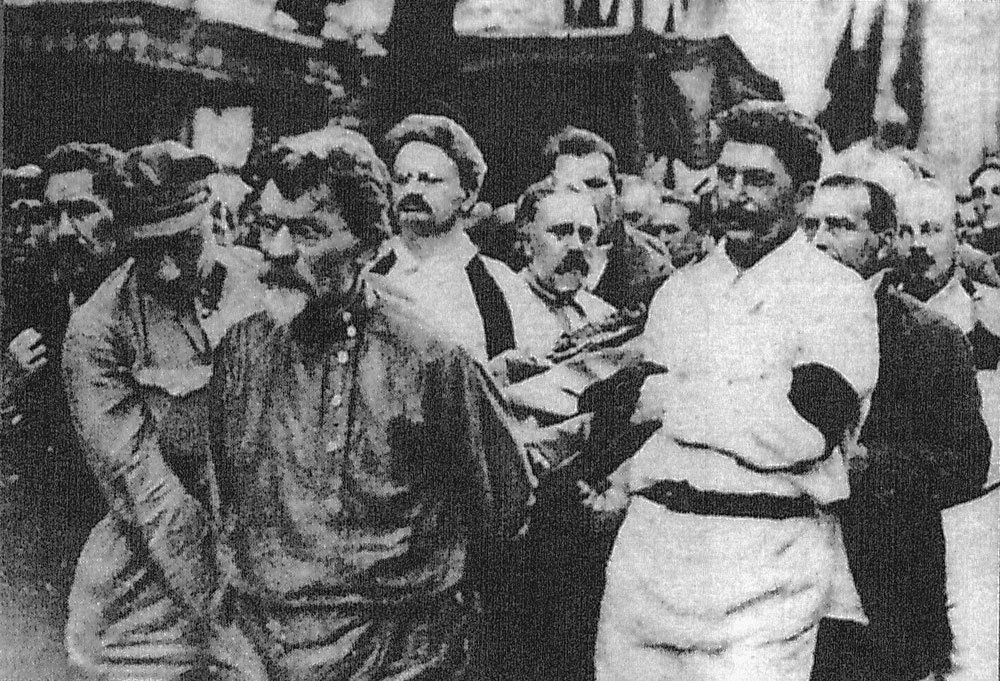
На похоронах Ф.Е.Дзержинського, 22 липня 1926
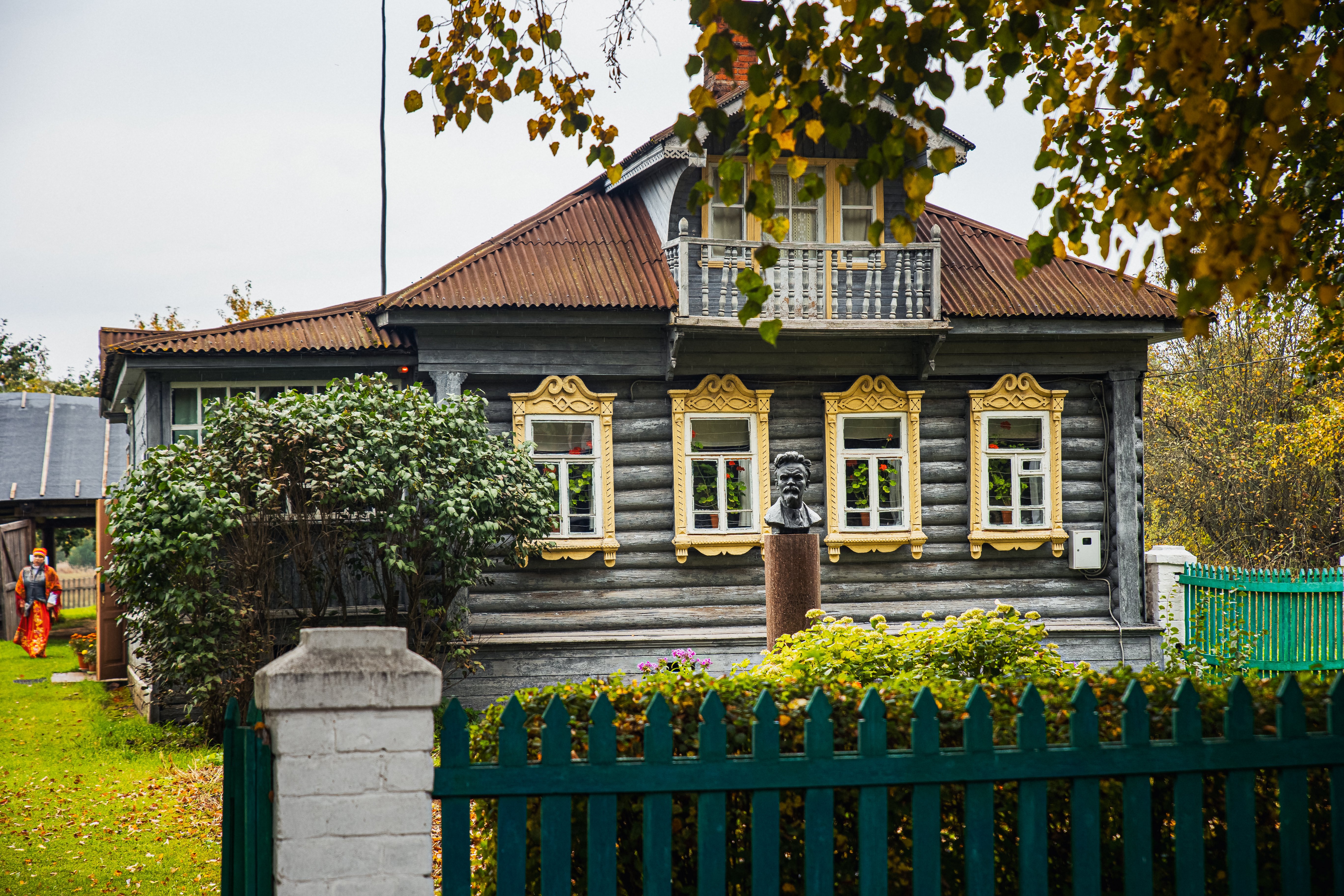
Будинок-музей М.І. Калініна